# Саут Пикин (Илиноис)
Саут Пикин (енгл. South Pekin) град је у америчкој савезној држави Илиноис.

## Демографија
По попису из 2010. године број становника је 1.146, што је 16 (-1,4%) становника мање него 2000. године.
| Група             | 2000.         | 2010.         |
| Белци             | 1.141 (98,2%) | 1.112 (97,0%) |
| Афроамериканци    | 1 (0,1%)      | 4 (0,3%)      |
| Азијати           | 2 (0,2%)      | 1 (0,1%)      |
| Хиспаноамериканци | 13 (1,1%)     | 15 (1,3%)     |
| Укупно            | 1.162         | 1.146         |